# Heisteria
Heisteria Jacq. è un genere di piante appartenente alla famiglia delle Olacacee.

## Tassonomia
Il genere comprende le seguenti specie:
- Heisteria acuminata (Bonpl.) Engl.
- Heisteria amazonica Sleumer
- Heisteria amphoricarpa (Ducke) Sleumer
- Heisteria asplundii Sleumer
- Heisteria barbata Cuatrec.
- Heisteria blanchetiana (Engl.) Sleumer
- Heisteria cauliflora Sm.
- Heisteria citrifolia Engl.
- Heisteria coccinea Jacq.
- Heisteria concinna Standl.
- Heisteria costaricensis Donn.Sm.
- Heisteria cyathiformis Little
- Heisteria densifrons Engl.
- Heisteria duckei Sleumer
- Heisteria erythrocarpa P. Jørg. & C. Ulloa
- Heisteria huberiana Sleumer
- Heisteria insculpta Sleumer
- Heisteria latifolia Standl.
- Heisteria laxiflora Engl.
- Heisteria longipedicellata D.S.Lucena & M.Alves
- Heisteria macrophylla Oerst.
- Heisteria maguirei Sleumer
- Heisteria maytenoides Spruce ex Engl.
- Heisteria media S.F.Blake
- Heisteria nitida Engl.
- Heisteria ovata Benth.
- Heisteria pacifica P. Jørg. & C. Ulloa
- Heisteria parvifolia Sm.
- Heisteria pentandra (Benth. ex Reissek) Engl.
- Heisteria perianthomega (Vell.) Sleumer
- Heisteria povedae Q. Jiménez & S. Knapp
- Heisteria salicifolia Engl.
- Heisteria scandens Ducke
- Heisteria silvianii Schwacke
- Heisteria skutchii Sleumer
- Heisteria spruceana Engl.
- Heisteria trillesiana Pierre ex Heckel
- Heisteria zimmereri Engl.